# キヤノンITソリューションズ
キヤノンITソリューションズ株式会社（キヤノンアイティーソリューションズ、Canon IT Solutions Inc.）は、キヤノングループ最大のシステムインテグレーターである。

## 概要
キヤノンマーケティングジャパンの連結子会社で、キヤノングループIT分野の中核を担う。
キヤノンシステムソリューションズとアルゴ21が2008年（平成20年）4月1日に合併し、発足した。東京、小杉、西東京、大阪、名古屋、刈谷、宇都宮に事業所を置く。2009年（平成21年）、中国ソリューション事業推進室を設置し、2014年にはタイのIT会社を傘下に加えるなど、海外事業を強化している。
2019年9月に本社を港区のキヤノンSタワーへ移転し、東京23区内に天王洲事業所、三田事業所がある。

## 主な事業

### 業種別のSI
製造業と金融業を中心に、流通・サービス業、公共・公益、医療、文教など、業種別に扱う。

### エンベデッド
コンシューマー機器、オフィス機器、産業機器、車載製品などの組み込みソフトウエアや制御システムを開発する。

### IT基盤構築
コンピュータネットワークの設計・構築、データベースの構築・サポート、運用管理システムの構築、ハイパフォーマンスコンピューティング (HPC) 環境の構築、ディザスタリカバリ対策、24時間365日の運用サポートサービスなどを手掛ける。

### iDC
西東京データセンターと子会社のクオリサイトテクノロジーズが運営する名護市のデータセンターを用い、ホスティング、ハウジング、ISPサービスを提供している。キヤノンの法人向けISP・ASPである「Canonet」のサーバを運用する。

### セキュリティ
ファイアウォールやアンチウイルスソフトウェア、コンテンツフィルタリング製品などのセキュリティ製品を開発・販売し、マルウェア解析サービスを提供する。2019年から本領域の企画・開発はキヤノンマーケティングジャパンへ移管している。

### ドキュメント
DTPソフトウエアの開発と販売を手がけ、電子帳票システムやOCRシステムの構築、キヤノン製複合機・プリンターのアプリケーションプラットフォームであるMEAPに対応したシステム開発する。

### ソリューション事業
- ERP/CRM：mcframe、salesforce、経営基盤ソリューションSuperStreamなどを活用したシステム構築、ビジネスインテリジェンス／企業パフォーマンス管理のシステム構築を手掛ける。
- EDI：各種規格に準拠したソフトウエアを自社開発する。
- マイグレーション：メインフレーム環境を中心としたマイグレーションを提供する。
- 環境：グリーン調達支援システムやMFCA分析システムを開発・販売する。
- モバイルシステム：キヤノン電子製のハンディターミナルを用い、製造・金融・流通などの各業種向けシステムを開発・販売する。

### 研究開発
オブジェクト指向開発技術、クラウドなどの基盤開発、オープンソースソフトウエア、パターン認識などの影像認識、自然言語処理を研究する。オペレーションズリサーチ (Operations Research) を用いたシステム開発やコンサルティングを提供する数理技術部門は、同技術を活用したソリューションパッケージを開発する。

## 主な自社開発製品
- in Campus Device（教育支援情報プラットフォーム）[4]
- WebPerformer（超高速開発ツール）
- AgentSquare（シンジケートローンエージェント支援システム）
- C2V Connected（正規品判定クラウドサービス）
- テレワークサポーター（テレワーカーの勤務支援クラウドサービス）
- FORMAST（需要予測・需給計画システム）
- GUARDIANWALL（電子メール監査、コンテンツフィルタリング） 2019年にキヤノンマーケティングジャパンへ移管した。
- RouteCreator（物流・輸配送・配車計画）
- 各種EDI製品等

など。

## 沿革

### キヤノンシステムソリューションズ株式会社
- 1982年（昭和57年）- 住友金属工業子会社として住金システム開発株式会社を設立。
- 1989年（平成元年）- 住友金属システム開発に社名変更。
- 1991年（平成3年）- 通商産業省システムインテグレータ企業に認定。
- 1995年（平成7年）- サンネットと合併。
- 1997年（平成9年）
  - 住友金属工業システム事業部から、ソフト商品開発・販売業務および社内システム開発業務を編入。
  - 住金控制系統（上海）有限公司を設立。
- 2000年（平成12年）- 住友金属情報システム、住金ソフトウエアファクトリー、住金制御エンジニアリングの3社と合併し、株式会社住友金属システムソリューションズに社名変更。
- 2003年（平成15年）- キヤノン販売（現・キヤノンMJ）傘下となり、キヤノンシステムソリューションズ株式会社に社名変更。住金控制系統（上海）有限公司を佳能控制系統(上海)有限公司に社名変更。
- 2004年（平成16年）- キヤノン販売の基幹SI部門を編入。
- 2005年（平成17年）- アステラス製薬から株式会社FMSの株式譲渡を受け、同社を子会社化。
- 2006年（平成18年）
  - キヤノンMJのドキュメントソリューション開発部門を編入。同時に、キヤノン製品向けドライバー開発事業を譲受。
  - クボタソリッドテクノロジーからCAD事業 (SolidWorks) の販売部門を譲受。
- 2007年（平成19年）- キヤノンMJの医療向けソリューション事業を編入。
- 2008年（平成20年）- キヤノンMJのハイパフォーマンスコンピューティング (HPC)事業（旧・キヤノン・スーパーコンピューティング・エスアイ）、環境ソリューション事業、特許ソリューション事業、コンサルティング事業を編入。

### 株式会社アルゴ21
- 1984年（昭和59年）- 日本ユニバックに在籍した技術者らを中心に、株式会社アルゴ二十一を設立。
- 1985年（昭和60年）- アルゴグラフィックスおよびマーテック二十一を設立。
- 1988年（昭和63年）- 通商産業省システムインテグレータ企業に認定。
- 1989年（平成元年）- 日本テクノシステム株式会社を吸収合併し、社名を株式会社アルゴテクノス二十一に変更。
- 1997年（平成9年）‐ 株式を店頭公開。
- 1999年（平成11年）
  - ERPベンダーのSSJを子会社化。
  - 東京証券取引所2部上場。
- 2000年（平成12年）
  - 東京証券取引所1部指定替え。
  - 内外データサービスを子会社化するとともに、同社とマーテック二十一とを合併しアルゴインテリジェントサービスに社名変更。
  - 社名を株式会社アルゴ二十一に変更。
- 2001年（平成13年）
  - システムインを子会社化し、株式会社アルゴコンサルティングサービスに社名変更
  - 株式会社ユニテル（現 Pro-SPIRE）に出資し、同社と協業でITコーディネータ育成教育事業を開始。
- 2002年（平成14年）
  - 住金物産情報システムを吸収合併。
  - ユニテルの教育事業を譲受し、株式会社アルゴエデュケーションサービスを設立。
- 2003年（平成15年）- 社名を株式会社アルゴ21に変更。
- 2004年（平成16年）
  - アルゴコンサルティングサービスを吸収合併。
  - デジタルエンジニアリング部門をアルゴグラフィックスに譲渡。
  - パソコンの保守サービス事業の一部を日本オフィス・システム株式会社に譲渡。
- 2006年（平成18年）- NRIガーデンネットワークを子会社化し、ガーデンネットワークに社名変更。
- 2007年（平成19年）
  - 株式公開買い付けによりキヤノンマーケティングジャパンの子会社となる。
  - アルゴグラフィックスの自社株式買付に応募し、同社と資本関係を解消。
  - Pro-SPIREと資本提携を解消。
  - キヤノンマーケティングジャパンの完全子会社となり、上場廃止。
- 2008年（平成20年）- ホテル向けソリューション事業をガーデンネットワークに移管。

### キヤノンITソリューションズ株式会社
- 2008年（平成20年）
  - 株式会社アルゴ21とキヤノンシステムソリューションズ株式会社が合併し、キヤノンITソリューションズ株式会社が発足。同時にアルゴインテリジェントサービスの社名をAISに、アルゴエデュケーションサービスの社名をAESにそれぞれ変更。
  - ニイウスコーとビックカメラから、ビックニイウスの全株式を取得し、社名をクオリサイトテクノロジーズに変更。
- 2009年（平成21年）
  - キヤノンネットワークコミュニケーションズ株式会社を吸収合併。
  - 医療ソリューション事業をFMSに移管し、同社社名をキヤノンITSメディカルに変更。
  - 傘下のAISとキヤノンMJの子会社ソリューションサービスが合併し、キヤノンビズアテンダに社名変更。
  - 中国ソリューション事業推進室を設置し、現地企業向けのSI事業を本格化。
  - キヤノンMJの中堅企業向けシステム営業部門を編入。
  - SSJの開発部門を編入[5]。
- 2010年（平成22年）- キヤノンMJアイティグループホールディングス株式会社（キヤノンMJ-ITHD）傘下となる。
- 2012年（平成24年）
  - 傘下のキヤノンビズアテンダが株式会社AESを合併。
  - Canon Software America, Inc.を子会社化。
  - SuperStream事業を傘下のSSJに統合し、SSJをスーパーストリームに社名変更。
- 2014年（平成26年）- 傘下のガーデンネットワークの全株式を電算システムに譲渡。
- 2015年（平成27年）- キヤノンソフトウェアよりソリューション事業を継承。
- 2016年（平成28年）‐ キヤノンMJ内のIT事業再編に伴い、株主がキヤノンMJに変更。キヤノンMJ-ITHDの子会社であった、キヤノンソフトウェアとエディフィストラーニングを子会社化。
- 2017年（平成29年）
  - キヤノンソフトウェア株式会社を吸収合併[6]。
  - 傘下のキヤノンITSメディカル及びキヤノンビズアテンダの株式を、キヤノンMJへ譲渡。
  - APTJ株式会社へ追加出資、車載制御システム向けプラットフォーム開発の参画強化。
  - 西東京データセンターが国内で2社目のM&O認証(データセンターグローバル基準）を獲得。
- 2023年（令和5年）
  - 佳能信息系統(上海)有限公司の全持分を日本海隆に譲渡。
  - スーパーストリーム株式会社を吸収合併。

## 関連会社

### 連結子会社
- クオリサイトテクノロジーズ株式会社 - Javaに特化したシステム開発、データセンター運営・維持と付帯するサービス
- Canon Software America, Inc. - グループ企業向けの各種ビジネスアプリケーションの開発
- Canon IT Solutions (Thailand) Co., Ltd. - タイ、ベトナムのグループ企業の事業統括
- Material Automation (Thailand) Co., Ltd. - ITハードウエアからソフトウエアに関わる提案、販売、サービスの提供
- MAT Vietnam Company Limited - ITハードウエアからソフトウエアに関わる提案、販売、サービスの提供

### その他の関連企業
- エディフィストラーニング株式会社 - 企業向けIT研修・マネジメント研修事業
- 株式会社ブロードバンドセキュリティ - セキュリティサービスの提供
- 株式会社ABM - 活動基準原価計算の支援サービスの提供